# Municipio de Wayne (condado de Jefferson)
El municipio de Wayne (en inglés: Wayne Township) es un municipio ubicado en el condado de Jefferson en el estado estadounidense de Ohio. En el año 2010 tenía una población de 2232 habitantes y una densidad poblacional de 22,27 personas por km².

## Geografía
El municipio de Wayne se encuentra ubicado en las coordenadas 40°19′41″N 80°49′19″O / 40.32806, -80.82194. Según la Oficina del Censo de los Estados Unidos, el municipio tiene una superficie total de 100.2 km², de la cual 99,87 km² corresponden a tierra firme y (0,33 %) 0,33 km² es agua.

## Demografía
Según el censo de 2010, había 2232 personas residiendo en el municipio de Wayne. La densidad de población era de 22,27 hab./km². De los 2232 habitantes, el municipio de Wayne estaba compuesto por el 97,18 % blancos, el 1,25 % eran afroamericanos, el 0,18 % eran amerindios, el 0,13 % eran asiáticos, el 0,04 % eran de otras razas y el 1,21 % eran de una mezcla de razas. Del total de la población el 0,67 % eran hispanos o latinos de cualquier raza.